# Сафронова, Ольга Александровна
Ольга Александровна Сафронова (род. 3 августа 1976, Ынырга, Алтайский край, РСФСР, СССР) — российский государственный деятель, мэр Горно-Алтайска с 16 декабря 2022 года.

## Биография
Ольга Сафронова родилась в селе Ынырга Майминского района Алтайского края (ныне Чойский район, Республика Алтай) в многодетной семье. Отец работал водителем, а мать в сельской администрации.
Окончила Горно-Алтайский государственный университет по специальности «менеджмент». Работала няней в детсаду, маркетологом в частной фирме. С 1999 года на госслужбе.
В 1999—2002 годах — ведущий специалист сектора перспективного развития и статистического наблюдения, ведущий специалист финансово-экономического отдела, главный специалист группы модернизации и реформирования ЖКХ финансово-экономического уровня министерства промышленности, строительства, жилищно-коммунального хозяйства Республики Алтай. В 2002 году — главный специалист группы модернизации и реформирования министерства промышленности, строительства, жилищно-коммунального хозяйства Республики Алтай. С июня 2002 года по май 2004 года — заместитель начальника отдела экономического анализа и прогнозирования министерства промышленности, строительства, жилищно-коммунального хозяйства Республики Алтай.
C 2004 по 2012 год — начальник отдела экономического анализа и прогнозирования министерства регионального развития Республики Алтай. С 2012 по 2014 годы — заместитель министра регионального развития. С 2014 года — заместитель председателя Правительства Республики Алтай. С 22 августа 2016 года — первый заместитель Главы администрации города Горно-Алтайска. С 27 декабря 2017 года — Глава администрации города Горно-Алтайска. С сентября по декабрь 2022 года — депутат Горно-Алтайского городского совета депутатов. 16 декабря 2022 года решением Горно-Алтайского городского совета депутатов избрана мэром города Горно-Алтайска.